# تیم هات
تیم هات (انگلیسی: Tim Hotte؛ زادهٔ ۴ اکتبر ۱۹۶۳) بازیکن فوتبال اهل بریتانیا است.
از باشگاه‌هایی که در آن بازی کرده‌است می‌توان به باشگاه فوتبال هادرزفیلد تاون، باشگاه فوتبال هروگیت تاون، باشگاه فوتبال هالیفاکس تاون، باشگاه فوتبال هال سیتی، باشگاه فوتبال یورک سیتی، و باشگاه فوتبال نورث فریبی یونایتد اشاره کرد.